# Хоори
Хоори （火遠理命 или 日子穂穂手見命 Хикохоходеми) је у јапанској митологији трећи и најмлађи син камија Ниниги-но-Микота и цветне принцезе Коноханасакуја-химе, а брат Ходеријев. Према легенди, Хоори је ловио на планинама, а његов брат Ходери се бавио риболовом на морима. Једног дана они заменуше своја оруђа и Хо-ори оде да пеца, а Ходери да лови. Међутим, Хо-ори не успе ништа да ухвати, а притом и изгуби братовљеву удицу, што му Ходери не опрости. Тада, један старац помогне Хо-орију да оде у подводно краљевство и нађе удицу. Тамо он упозна прелепу кћерку Бога мора, заборави на удицу и остане у краљевству. После 3 године, најзад се сети братовљеве удице и пронађе је уз помоћ Бога мора. И Ходери му опрости. У Јапану се верује да је Хоори предак јапанских царева, а Ходери предак досељеника са југа.